# Victor Linart

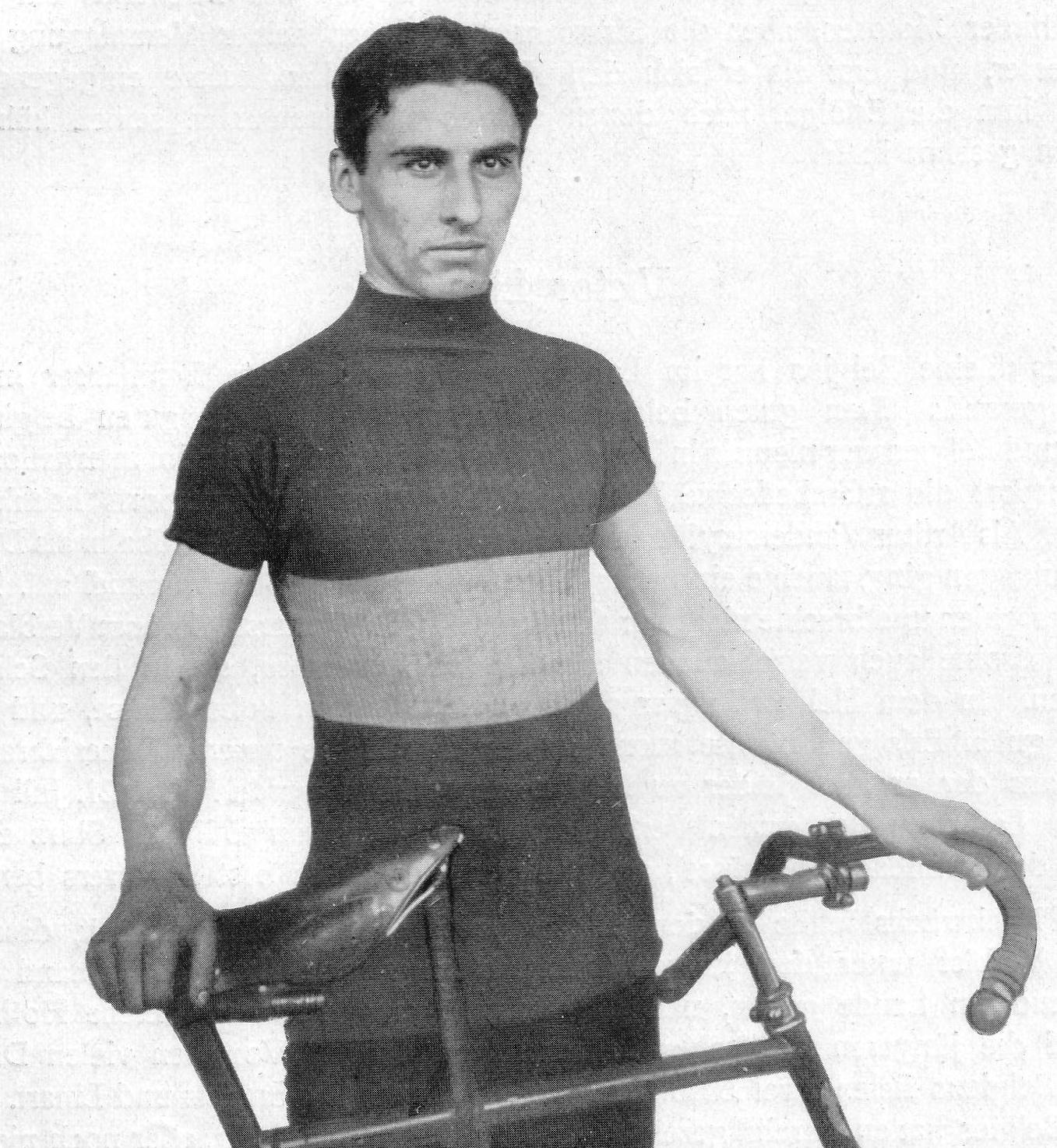
Victor Linart (1910)

Victor Linart (* 26. Mai 1889 in Floreffe; † 23. Oktober 1977 in Verneuil-sur-Avre) war ein belgischer Radrennfahrer und vierfacher Weltmeister.
Mit 14 Jahren gewann Victor Linart sein erstes Radrennen in seinem Heimatort anlässlich einer Kirmes. Er machte eine kaufmännische Ausbildung in einer Eisfabrik, stellte aber bald fest, dass er mit dem Sieg eines Radrennens Geld in Höhe eines Monatsgehalts verdienen konnte. Im Jahr 1908 startete Victor Linart noch als Amateur bei der Ronde van Limburg und belegte den zweiten Platz, die Ardennen-Rundfahrt konnte er gewinnen. 1909 wurde er Profi und bestritt als solcher Rennen bis 1933; zudem konzentrierte er sich in diesen Jahren auf Steherrennen. Als sich der schwarzhaarige, dunkelhäutige Linart bei einem Sturz 1912 in Berlin die Nase brach und diese in der Folge platt blieb, erhielt er den Beinamen „Sioux“.
Während des Ersten Weltkriegs fuhr Linart Rennen in den Vereinigten Staaten; mit Paketen versorgte er die Häftlinge im Gefängnis von Floreffe.
Linart wurde allein 15-mal Belgischer Profi-Meister der Steher, zum letzten Mal im Jahr 1931. 1913 errang Linart den Titel eines Europameisters der Steher. 1920 belegte er bei den UCI-Bahn-Weltmeisterschaften in Antwerpen den zweiten Platz, im Jahr darauf wurde er in Kopenhagen Weltmeister. Diesen Erfolg konnte er noch dreimal wiederholen, 1924 in Paris, 1926 in Mailand sowie 1927 auf der Radrennbahn im Stadion am Zoo in Elberfeld (heute zu Wuppertal). In den folgenden Jahren belegte er noch einen zweiten und zwei dritte Plätze bei Weltmeisterschaften.
1933 beendete Linart seine Radsportlaufbahn. Er ließ sich in Frankreich nieder, eröffnete einen Holzhandel und nahm 1937 die französische Staatsbürgerschaft an. Sowohl in seinem Heimatort Floreffe wie auch in seinem späteren Wohnort Verneuil-sur-Avré in Frankreich wurden Straßen nach Linart benannt. In Verneuil-sur-Avre wird jährlich ein Radtourismusrennen „Challenge Victor Linart“ ausgetragen.